# Вільнянська міська територіальна громада
Вільнянська міська територіальна громада — територіальна громада в Україні, у Запорізькому районі Запорізької області з адміністративним центром у місті Вільнянськ.

## Загальна інформація
Площа території — 158,4 км², населення громади — 16 822 особи (2020 р.).

## Населені пункти
До складу громади увійшли м. Вільнянськ та села Аграфенівка, Веселотернувате, Вишняки, Вільнянка, Гарасівка, Грізне, Дерезівка, Козаківське, Любимівка, Новогупалівка, Новотроїцьке, Петрівське, Скелювате, Смородине та Якимівське.

## Історія
Створена у 2020 році, відповідно до розпорядження Кабінету Міністрів України № 713-р від 12 червня 2020 року «Про визначення адміністративних центрів та затвердження територій територіальних громад Запорізької області», шляхом об'єднання територій та населених пунктів Вільнянської міської, Любимівської та Новогупалівської сільських рад Вільнянського району Запорізької області.